# 小行星5287
小行星5287（英語：5287 Heishu）是一颗围绕太阳公转的小行星。1989年11月20日，水野義兼、古田俊正在可儿市发现了此天体。
这颗小行星的绝对星等为261.2897399434602等。